# Wei Wei
Wei Wei (chiń. upr. 韦唯; pinyin Wéi Wéi; ur. 28 września 1963 w Hohhot, Mongolia Wewnętrzna) – chińska wokalistka popowa.

## Dyskografia
- 1986: The album
- 1987:  Bright eyes
- 1990: I love my motherland
- 1994: The Twilight
- 1998: Wei Wei
- 1999: Wei Wei's devotion
- 2001: Dedication of love
- 2005: Myths of China
- 2006: Yang-Chin
- 2008: 20x20